# Willie's Blues
Willie's Blues — дебютний студійний альбом американського блюзового басиста Віллі Діксона з Мемфісом Слімом, випущений у 1960 році лейблом Bluesville.

## Опис
Це дебютний студійний альбом для Віллі Діксона на Bluesville, дочірньому лейблі Prestige, над яким працював відомий інженер звукозапису Руді Ван Гелдер. У записі взяв участь піаніст Мемфіс Слім, який також написав дві композиції «Slim's Thing» і «Go Easy». Ритм-секція і саксофоніст надали альбому джазовості. Усі пісні на платівці співає сам Діксон. Серед пісень найбільше виділяються «Nervous» і «Sittin' and Cryin' the Blues».

## Список композицій
1. «Nervous» (Віллі Діксон) — 3:15
2. «Good Understanding» (Віллі Діксон) — 2:15
3. «That's My Baby» (Віллі Діксон) — 3:22
4. «Slim's Thing» (Мемфіс Слім) — 3:24
5. «That's All I Want Baby» (Віллі Діксон) — 2:15
6. «Don't You Tell Nobody» (Віллі Діксон) — 2:09
7. «Youth to You» (Віллі Діксон) — 3:24
8. «Sittin' and Cryin' the Blues» (Віллі Діксон) — 3:23
9. «Built for Comfort» (Віллі Діксон) — 2:32
10. «I Got a Razor» (Віллі Діксон) — 4:14
11. «Go Easy» (Мемфіс Слім) — 5:52
12. «Move Me» (Віллі Діксон) — 3:20

## Учасники запису
- Віллі Діксон — контрабас, вокал
- Мемфіс Слім — фортепіано
- Гас Джонсон — ударні
- Воллі Річардсон — гітара
- Ел Ешбі — тенор-саксофон
- Гарольд Ешбі — тенор-саксофон

Технічний персонал
- Есмонд Едвардс — продюсер
- Дейл Райт — текст до обкладинки